# Корещина (Зеньковский район)
Корещина (укр. Корещина) — село,
Поповский сельский совет,
Зеньковский район,
Полтавская область,
Украина.
Село ликвидировано в 1986 году .
Рядом проходят автомобильные дороги Т-1706 и Т-1710.

## История
- 1986 — село ликвидировано [1].
- В 1859 году на хуторе владельческом Золотарев Байрак было 2 двора где проживали: 7 мужского и 5 женского пола[2]
- Есть на карте 1869 года как Байрак